# Christian Leonhardt
Leo (Wolfsburgo, Alemania, abril de 1969) es el baterista de la banda Oomph! cuando tocan en vivo.

## Historia
Toca con Oomph! desde 1994, llevando más de 10 años junto al grupo.
Tiene una banda (aparte de Oomph!) llamada T.O.Y.

## Función en la banda
Es el baterista de las presentaciones en vivo de Oomph!, normalmente su batería en vivo es eléctrica (ya que en vivo siempre se confunde el sonido, llegando a pensar que la batería es prácticamente sampleada), pero últimamente también toca batería acústica. 

## Curiosidades
- Aparece en algunos videos de la banda tocando la batería, por ejemplo: Gekreuzigt, Supernova, Augen Auf!, Gott Ist Ein Popstar, Das Letze Streichholz, Wach Auf! y Sandmann.